# Borkenes
Borkenes er en by i Kvæfjord kommune på øen Hinnøya i Troms og Finnmark fylke i Norge. Den er administrationsby i kommunen, og har 1.508 indbyggere (2017). Borkenes ligger på den nordøstlige side af Kvæfjorden.
Byen har blandt andet to dagligvareforretninger, post i butik, bankfilial, isenkram, kiosk/gadekøkken og foto- og blomsterforretning. Tidligere var der også hotel i Borkenes, men det er nedlagt og nu ombygget til lejligheder. Kvæfjord rådhus og rådhuspladsen er det naturlige centrum i byen. 

## Trafik
Riksvei 849 går fra riksvei 83 i Gåra til Borkenes. På riksvei 83 kommer man til Harstad på 20 minutter og til Sortland på 1,5 time. Fra Borkenes går fylkesvei 1 langs med fjorden ud til riksvei 867 i Ervika. Der er busforbindelse til Harstad og Sortland.
Fra Borkenes var der frem til i 2010 færgeforbindelse til Kveøya. Denne blev nedlagt da broen Kveøyforbindelsen åbnede. 1861 åbnede posthuset i Borkenes, da med Kvædfjord som adresse. Navnet blev ændret til Kvæfjord i 1886 og til Borkenes i 1914. Postkontoret i Borkenes havde etter omorganiseringen i 1970'erne status som postkontor B, med postnummer 9410. Postnummeret blev ændret til 9475 og 9476 fra 1999. 

## Skoler
I Rå ligger det som tidligere var verdens nordligste gartnerskole, Statens gartnerskole, Rå] men som nu er en del af Rå videregående skole. 
Borkenes skole har både børne- og ungdomsskole. Den ældste bygning er fra 1948 og huser i dag 4.-7. trin, senere blev der bygget nyt for ungdomstrinet, som også indeholder lærerkontorer. I 1997 åbnede "småskolen", hvor 1.-3. trin og SFO holder til. Midt mellem de tre skolebygninger, idrætshallen Kvæfjordhallen og Rå videregående skole, ligger Borkenes stadion.

## Kirker
Kvæfjord Kirke, indviet 1867, liggr på den gamle gård Rå, som nu er en del af byen Borkenes. Kirken er en langkirke i tømmer. Kirkeskibet har tømmervægge som er malet lyse blå, mens søjlerne som holder galleriet og taget oppe, samt rækverket i galleriet, er malet en mørkere blå farve. Altertavlen er fra 1766, og blev restaureret og genopsat i 1930. Hovedmotivet er Jesu korsfæstelse. Døbefonten har form som et ottekantet timeglas. En inskription på den øverste kant fortæller at den er fra 1673.den 
Den første kirke i på Rå blev sandsynligvis bygget omkring 1250, for at erstatte kultpladsen gudehovet som havde været der i den førkriselige tid. Ingen ved om den første kirke stod i 500 år eller blev erstattet før der blev bygget en ny kirke omkring 1760. 
I Borkenes ligger også Kvæfjord baptistkirke. Menigheden, som blev stiftet i 1887, byggede en ny kirke i 1980. Blandt andet holder bygdens internationale café til i kirken.

## Historie
Borkenes og omegn har oldtidsminder som bautastene og gravhøje som fortæller om bosætning i jernalderen. 
Der er mange teorier om oprindelsen til navnet Borkenes. Selve Borkeneset ligger på det som har været gården Nedre Husby, og som blev kaldt Husbynesset før det blev et handelssted. Navnet kan stamme fra handelsmanden Sivert Borch, som drev handel her i tidsrummet 1620 til 1658. Første ledet i navnet Borkenes kan  også komme fra bork, 'bark' på træ, brugt som dyrefoder Det er også fremsat er  forslag om at første ledet kan være dannet af det nordsamiske boatka, 'indsnævring' eller 'fjeldpas'. Sidste ledet sigter til næsset vest for elven Råelvas munding.
I efteråret 1695 blev Johanne Nielsdatter dømt som en farlig heks og brændt på et bål i Borkenes. Hun var den sidste af omkring 310 kvinder og enkelte mænd som fik en dødsdom for grov heksekriminalitet i Norge i 1500- og 1600-tallet. Den første del af retsprocessen fandt sted på et vårting på gården Nedre Husby ved det senere Borkenes den 27. april 1695. Her fik hun sin dødsdom for at have udført sort magi i form af et uvejr. Hun blev beskyldt for at have anvendt vejr-magi til at rejse en storm således at et skib forliste og mandskabet druknede.

## Trastad Samlinger
Trastad Samlinger er et museum lidt uden for byen. Museet har et galleri som viser kunst lavet af psykisk udviklingshæmmede, samt en udstilling som viser hvordan forholdene var både før og i den tid da Trastad Gård var en institution for pleje, værn og oplæring af psykisk udviklingshæmmede. 
Den historiske udstilling viser en autentisk bo- og plejeafdeling for 23 mænd, son den så ud  da den var ny i 1966. Museet viser både den positive  udvikling i rettighederne for de såkaldte åndssvage, men viser også remme og tvangstrøjer som var i brug. 
I forbindelse med kunstgalleriet vises keramikarbejder som viser udviklingen for dem som blev stemplet som «ikke udviklingsdygtige». Trastad Samlinger er i dag en del af Sør-Troms museum.

## Erhvervsliv
Tidligere var der en sildeoliefabrik i Borkenes, og dette var en hovedindustri i mange år. Industrivirksomheden "Borkenes mekaniske verksted" holdt tidligere til i det samme industriområde, men er nu flyttet til Stangnesbasen i Harstad. Fra 1950'erne havde også institutionen "Nord-Norges Åndssvakehjem" betydning byens udvikling. Institutionen var en omsorgs- og uddannelsesinstitution for psykisk udviklingshæmmede, og blev nedlagt i 1991. 

## Seværdigheder
Midt i byen ligger Kvæfjord bygdetun med skolestue,  fadebur og to gamle kornmøller ved Råelva.